# Adolf Eulitz
Adolf Oswald Eulitz (* 15. September 1823 in Weichteritz bei Oschatz; † 4. März 1899 in Dresden) war ein deutscher konservativer Politiker.

## Leben und Beruf
Der Sohn des Gutsbesitzers Christian August Eulitz (1790–1899) in Weichteritz besaß ein Bauerngut mit 190 Hektar Landbesitz und ein Kalkwerk in Pulsitz bei Ostrau. Von 1872 bis 1875 war er vom Sächsischen Staatsministerium des Innern ernanntes Mitglied im Landeskulturrat des Königreichs Sachsen. Er war Mitbegründer und Vorstandsmitglied des elbländischen ritterschaftlichen Kreditvereins. In einer durch den Tod von Theodor Günther notwendig gewordenen Nachwahl wurde er 1889 im 19. ländlichen Wahlkreis in die II. Kammer des Sächsischen Landtags gewählt, der er bis 1897 angehörte.
Sein Sohn Hans von Eulitz wurde 1907 in den sächsischen Adelstand erhoben und brachte es in der sächsischen Armee bis zum Generalmajor.